# Независна Држава Хрватска
Независна Држава Хрватска (скраћено НДХ, понекад и као НД Хрватска) је била самопроглашена и делимично призната фашистичка квислиншка (марионетска) држава основана на делу окупиране Краљевине Југославије (доминантно на данашњјој територији Хрватске, БиХ и Срема), која је уз помоћ Хитлерове Немачке постојала под вођством усташког режима од 1941. до 1945. НДХ је у историји остала забележена по бројним ратним злочинима и геноциду које су припадници режима чинили над Србима, Јеврејима и Ромима, као и Хрватима неистомишљеницима, претежно комунистима. Геноцидна политика је спровођена расним законима, масакрима, системом концетрационих логора и покатоличавањем.
Након окупације Југославије од стране Сила Осовине априла 1941. године, римским уговорима су дефинисане границе и статус НДХ, која је затим подељена на немачку и италијанску окупациону зону, док је Далмација припојена Италији. НДХ управљали су Анте Павелић и његов усташки покрет основан  1931. или почетком 1932. који је био организација слична нацистима у Немачкој и фашистима у Италији. У НДХ Срби су чинили око 30% становништва. На територији НДХ су основани концентрациони логори, од којих је најпознатији био Логор у Јасеновцу.
Први оружани отпори против НДХ и геноцидне политике, доминатно предвођени Србима, су покренути маја 1941. код Санског Моста и јуна у Херцеговини, док се за почетак ширег устанка најчешће узима 27. јул, на дан избијања устанка у Србу и Босанској Крајини. Хрватска ваздухопловна легија је учествовала на Источном фронту током 1941-42. године. Устанак у источној Босни је угушен офанизвама Сила Осовине јануара и јуна 1942. године, а затим и у западној Босни јула исте године након битке на Козари, коју су обележили масовни злочини над српским цивилима и одвођење у концетрационе логоре. Походом пролетерских бригада у Босанску Крајину су августа 1942. поново ослобођене територије и формирана Бихаћка република. На слободној територији је Комунистичка партија Југославије (КПЈ) новембра исте године одржала прво заседање АВНОЈ-а са циљем кординисања народноослободилачки одбора и преузимањем власти у Југославији. 
Битком на Неретви (фебруар-март 1943.) је срушена Бихаћка република, за којом је уследила Битка на Сутјесци (мај-јун 1943.), којом је заустављена немачка офанзива. Италија је капитулирала септембра 1943. године, након чега је цела НДХ дошла под контролу Немачке, вративши територију Далмације. Затим је на Техеранској конференцији одлучено да Савезници у Југославији подрже партизане предвођене КПЈ-ом. Неколико министара НДХ је средином 1944. покушало државни удар са циљем преласка НДХ на страну Савезника, што је осујећено. Напредовањем Савезника у Другом светском рату, и ослобађање Југославије је почело исте године, док су највеће операције за ослобођење на територији НДХ биле 1945. године: мостарска, сарајевска и завршне операције. Маја 1945. године се војска НДХ предала партизанима, након чега је уследила масовна одмазда, а битком за Оџак је нанешен последњи пораз усташама 25. маја 1945. године.
Миле Будак, Никола Мандић, Андрија Артуковић и други високи функционери НДХ, након рата су осуђени за ратне злочине од нових југословенских власти. Команданти концентрационих логора Љубо Милош и Мирослав Филиповић ухваћени су и стрељани. Многи други су побегли, укључујући и вођу усташа Павелића, највише у Латинску Америку. Нирнбершки војни суд је закључио да НДХ није била суверени ентитет способан да делује независно од немачке војске и да је све време била територија под окупацијом.

## Историја

### Позадина
Корени идеје настајања и постојања Независне Државе Хрватске сежу у другу половину 19. века. Наиме, међу јужнословенским народима који су били под влашћу Аустрије и Мађарске постојале су две струје: једна која се борила и заговарала културно и политичко заједништво јужнословенских народа засновано на словенству и заједничкој култури и друга која је то заједништво ограничавала на религиозној основи. Прву струју која је заговарала илиризам а касније југословенство подупирала је просветитељски рад Вука Караџића у Србији, Људевита Гаја у Хрватској и Јернеја Копитара у Словенији. У Хрватској на југословенству је радио Јосип Штросмајер, а касније Рачки. Штросмајер је у Загребу основао Југославенску академију знаности и умјетности а на религиозном плану је заговарао заједништво кроз увођење глагољаштва, тј. употребу глагољице као литургијског писма и старославенског језика у литургији Римокатоличка цркве и служење народу изједначавао са служењем Богу. Да би подупро политички културно и религиозно јединство и суживот јужнословенских народа, он је идеје овога суживота пропагирао и кроз његову Народну странку у хрватском Сабору. Друга струја, иза које је стајала Римокатоличка црква и Старчевићева Хрватска странка права а касније Чиста странка права, је повлачила строгу линију раздвајања између католицизма и православља. Римокатоличка црква је у јужнословенским земљама под Аустријом и Мађарском забранила Србима употребу српског имена цркве (Српска православна црква), а избор патријарха Српске православне цркве у Аустрији и Мађарској је потврђивао и одобравао аустријски двор. Старчевић је са своје стране заступао расизам према Србима пишући и говорећи о Србима као нижој, некултурној раси, присвајајући при том српске територије, владаре и националне јунаке. Отпор Старчевићевој мржњи према Србима се јавља у самој његовој странци у 1890-им годинама након чега се из Странке права издваја већина и проглашава се новом странком, Чистом странком права на челу са Јосипом Франком, мађарским Јеврејином. Франк негира постојање Срба у Хрватској и говори о њима као о Хрватима православне вере. Франо Супило, касније један од вођа Југословенског одбора, са своје стране истиче да су Хрвати и Срби браћа по крви али да су Срби у Хрватској су они, који позвани или непозвани, увек на страни хрватских непријатеља.
По смрти Штросмајера се његове идеје потискују а следбеници маргинализују. Почетак Првог светског рата је време када Римокатоличка црква кроз говоре надбискупа Бауера (Загреб) и Јеглича (Љубљана) исказују јавно мржњу према Србима подупирући "оправдани и свети рат" против Србије. По завршетку Првог светског рата, Југословенски одбор и Народно вијеће Словенаца, Хрвата и Срба, као политички представници Словенаца, Хрвата и Срба у Аустро-Угарској, су се изјаснили за заједничку државу са Србијом. Представници Срема и Војводине су гласали за прикључење ових двеју провинција Србији. Распадом Аустро-Угарске, хрватски политичари, који су били доминанто националисти, прихватају југословенску државу само како крајњу нужду. Рад хрватских националиста у борби против постојања Југославије одвијао се у два упоредна правца. Један правац је заступала Хрватска сељачка странка са Радићем на челу чији је био циљ ослабити Југославију изнутра политичком борбом и стварањем простора за нову Хрватску кроз стварање Бановине Хрватске са привилегованим положајем унутар Краљевине. Други правац су заступали праваши који су терором и диверзијама изнутра и споља разједали нову Краљевину. Основна теза иза које су била оба правца била је борба против измишљеног великосрпског хегемонизма. Католичка црква је била идеолошки и религиозни стуб оба правца борећи се против било каквог заједништва са шизматицима. Свеславенски Соколски покрет Тирша и Фигнера је католичка црка дочекала непријатељски издвајајући хрватске Соколе из Југословенског савеза Сокола а затим стварањем Орлова као католичке идеје соколства. Југословенска држава је забранила Орлове као алтернативу Соколима нашто су Орлови регистровани као религиозна омладинска организација. Католичка црква се свим силама одупирала раздвајању цркве од државе захтевајући да клир цркве буде плаћен из државног буџета, да се држава не уплиће у рад цркве, да се црква може несметано бавити и политиком, да је црквено религиозно образовање обавезно за децу чији је бар један родитељ католик. Рани покушај стварања Старокатоличке цркве у Југославији која би била независна од Ватикана је, на притисак Ватикана, забранила Чубриловићева влада 1923. године. Циљ оснивања ове цркве је био рад на религиозном и политичком јединству југословенских народа.
Старчевићев расизам и хрватство даље разрађује праваш Иво Пилар (под псеудонимом L. von Südland) у књизи Јужнословенско питање и светски рат: Приказ целокупног питања. Ову књигу је на хрватски превела Павелићева НДХ 1943 а књига је служила као званични идеолошки приручник хрватства и односа према Србима.
Хрватски политички представници у Парламенту Краљевине су деловали деструктивно у Парламенту а и ван Парламента. Радић је још 1923 путовао Европом (Париз, Лондон, Москва) не би ли добио подршку за стварање независне хрватске државе због чега је био ухапшен и држан неко време у затвору. Сам Павелић је остао у Краљевини и постао посланик Парламента у чијем је раду ретко учествовао и то једино да би ометао рад Парламента. Још 1923. Павелић заговара све могуће облике борбе, укључујући и оружану, у циљу постизања самосталности Хрватске у повјесним границама. Неки праваши одлазе у емиграцију. Павелић се повезао са ВМРО 1927. и бранио групу ВМРО терориста пред судом у Скопљу. Исте године је ишао у Италију да би од италијанске ОВРЕ добио детаљна упутства за конспиративни рад у Краљевини и извођење саботажа и терора. У јесен 1927. Павелић и Перчец су ишли у Мађарску и разговарали са мађарским помоћником иностраних послова о илегалном пребацивању оружја из Мађарске у Хрватску Атентат на хрватске парламентарце 1928. године је био момент после кога Павелићеви праваши одлазе у потпуну илегалу или емигрирају. Павелић и Перчец су у Бечу 1930. године почели да стварају и основали усташку организацију и  своје базе и центре за тероризам и саботаже у Југославији у Мађарској (Јанка Пуста) и у Италији (Борготаро). Италија и Мађарска, због својих територијалних претензија, су финансијски помагале усташе и омогућивале упаде усташа на територију Југославије у циљу напада и вршења саботажа. Са своје стране, наследник Радића на кормилу Хрватске сељачке странке Влатко Мачек  организује наоружане полувојничке одреде Хрватске сељачке страже. Анте Павелић је створио "Усташа – Хрватску револуционарну организацију" у 1931. године и у првој половини 1932. године у Италији, а после реч организација у имену промењена је са речју покрет. Усташка организација (покрет) изабрала је да у борби за своје циљеве употребљава „најкрвавија и најокрутнија средства“, а 1932. године Павелић је писао „НОЖ, РЕВОЛВЕР, БОМБА И ПАКЛЕНА МАШИНА ће вратити… Хрватској њену слободу“. Краљевина Југославија је покушала дипломатским и правним каналима да се супротстави усташком тероризму. Врхунац предратног усташког тероризма је било убиство краља Александра Карађорђевића и француског министра Луја Бартуа у Марсеју 9. октобра 1934. које су усташе извеле у сарадњи са ВМРО терористима, а Павелић је као организатор атентата у одсуству осуђен на смрт у Француској и Југославији. Италија је одбила изручење Павелића Француској а Аустрија Перчевића Југославији. Италија је под притиском расформирала неке усташке логоре, интернирала неке усташе у логор на острву Липари а Мађарска затворила усташки логор у Јанка Пусти. Немци су, да би ојачали свој утицај у Југославији, забранили усташе и принудили их да напусте Немачку. На унутрашњем плану Стојадиновићева влада је понудила амнестију усташама стационираним у Италији (Будак, Пук, Францетић). Све амнестиране усташе су наставиле свој рад у Југославији и инфилтрирале ХСС и њену Хрватску сељачку стражу. Крајњи уступак хрватском сепаратизму је било оснивање Хрватске бановине на територији Хрватске и делом на територији Босне и Херцеговине.

### Италијански утицај
Италијански диктатор Бенито Мусолини и Анте Павелић су били савезници пошто су обојица били противници Краљевине Југославије. Италији је Лондонским уговором 1915. обећано да ће добити Далмацију од Аустроугарске на крају Првог светског рата. Међутим, на ток мировних преговора је утичало Четрнаест тачака које је саставио Вудро Вилсон, које су позивала на национално самоопредељење и одредиле да Југословени заслужују спорне територије, што је разочарало италијанске националисте. Италијански националиста Габријеле Д'Анунцио је заузео Ријеку (која је имала мешовито италијанско-хрватско становништво) и прогласио Италијанску управу за Кварнер. Д'Анунцио је прогласио себе дучеом Кварнера. Био је познат по својим страственим говорима чији је циљ био да привуче хрватске националисте како би стекао њихову подршку за своје акције и за отпор Југославији. Мусолини је следио Д'Анунцијев позив хрватским националистима за разбијање Југославије и прилагодио италијанску спољну политику том циљу.
Павелић је преговарао са Италијом још од 1927. о уступању делова Далмације Италији у замену за италијанску подршку независној Хрватској. Током 1930-их, када је југословенска влада приморала Павелића и усташе у изгнанство, Мусолини је понудио Павелићу и усташама уточиште у Италији и дозволио им је да користе италијанску територију као базу за припремање рата против Југославије. Иако је Далмација била у великој мери насељена Србима и Хрватима, она је кроз историју вековима била део Римског царства и Млетачке републике и после тога деценијама део италијанских иредентистичких захтева. У замену за овај уступак, Мусолини је понудио Павелићу да Хрватска припоји целу Босну и Херцеговину, у којој је хрватско становништво било мањинско.
Након инвазије и окупације Југославије, Италија је од Далмације и јадранских острва основала гувернорат Далмацију са територијом у залеђу градова Задра, Сплита и Котора. Италија је планирала да држи НДХ у својој зони утицаја забрањујући јој да изгради већу ратну морнарицу. Италија је дозволила оружаним формацијама НДХ само мале патролне бродове, док поседовање великих ратних бродова није било дозвољено, у складу са италијанском политиком доминације Средоземним морем, попут Римског царства неколико векова раније

### Настанак
Дана 10. априла 1941. када су немачке трупе ушле у Загреб, дочекане су од дела грађана са одушевљењем и засипане су цвећем. Усташки експонент Славко Кватерник прогласио је успостављање Независне Државе Хрватске у име Анте Павелића.
Усташе нису биле први избор Немаца за формирање марионетске државе. Они су у скоро свим окупираним и савезничким земљама предност давали умеренијим режимима који су имали некакав углед у народу. Осим тога, Павелића су сматрали Мусолинијевим човеком. Власт су прво понудили политичком вођи Хрвата Влатку Мачеку, који је то одбио и придружио се Симовићевој влади.  10. априла 1941. После Кватерникове изјаве на истом радију говорник је прочитао изјаву Мачека вође најзначајније странке (ХСС) код Хрвата у којој он позива његове присталице који су имали положаје у власти још постојеће Краљевине Југославије, али и цео хрватски народ да престане бити лојалан Краљевини Југославији, а постане лојалан према новој усташкој власти и тако је несумњиво допринео успостављању усташке власти. Усташе у почетку нису имали нити војску нити администрацију способну да контролише целу територију НДХ и важно је било слањање на десно крило присталица ХСС. Није била без значајна ни подршка Католичке цркве на челу са надбискупом Алојзијем Степинцем која је била је отворено на страни успостављања новог режима.
Павелић се из Италије вратио у Загреб 15. априла и преузео власт као Вођа државе, или "Поглавник", и председник владе 16. априла 1941.. Попуштајући под Мусолинијевим захтевима, Павелић је прихватио Ајмонеа, војводу од Аоста за титуларног краља НДХ под његовим новим краљевским именом Томислав II. Томислав II никада није посетио НДХ и није имао утицаја у власти којом је доминирао Павелић.
Незадовољни са Павелићевим режимом, Немци су у септембру 1941. опет тражили од Мачека да преузме власт, што је он опет одбио. Страхујући од Мачека као могућег ривала, Павелић је касније наредио да се Мачек ухапси и затвори у логор Јасеновцу.
НДХ је заузимала подручје некадашње Бановине Хрватске и целу Врбаску бановину, а граница на истоку са Србијом била је река Дрина. У данашњим оквирима НДХ је заузимала подручје садашње Републике Хрватске (осим Истре, Ријеке, Задра, острва Крк, Црес, Лошињ, Ластово и Вис који су пре били одвојени од Краљевине Југославије), читава територија Босне и Херцеговине, Срем и Земун. Границе НДХ након проглашења биле су неколико пута мењане, и то од савезника сила Осовине од којих је најамбициознија и најзахтевнија била Италија.

### Промене граница
Римским уговорима 18. маја 1941. НДХ је уступила Италији већи део Далмације са градовима, док је НДХ добила излаз на море у бившим котаревима Нови, Сењ, Цриквеница, као и општинама Карлобаг и Краљевица (у подвелебитском приморју) и на подручју од Омиша до Дубровника. У склопу НДХ остали су острва Брач, Хвар, Паг, Шипан, Шћедро, Маон, Локрум, Лопуд и Колочеп. Мењање граница извршила је и Мађарска својевољно припојивши Међимурје 10. јула 1941. године.
Источни део Срема је номинално био делом НДХ, али га је из стратешких разлога држала Нацистичка Њемачка под својим надзором, односно био је под немачком управом (Ostsyrmien).

### Геноцид над Србима
Жељни да у НДХ владају искључиво без такмаца, потакнути и могућностима брзог и лаког богаћења отимањем српске имовине, под маском освете за наводни централистички режим Краљевине Југославије врхови у НДХ с Павелићем на челу су Србе у НДХ прогласили за »највеће непријатеље Хрватске«. За све недаће Хрвата у прошлости, кривили су Србе. Њима је уопште било непријатељски све што је српско и зато су они већ од првих дана своје владавине најоштрије ударили на невино српско становништво. Усташка влада употребљавала је све три методе — протеривање, истребљивање и присилно покатоличавање — покушавајући да искорени Србе и Православну цркву са територије НДХ. Због обимности тог пројекта, као и све већег оружаног отпора, усташе су до 1942. свој план успеле само делимично да спроведу у дело.
НДХ је захватила права бесомучност у прогањању Срба и бавила се мишљу, како да истреби све Србе из подручја НДХ. Павелић је то (како се може разабрати из записника Паула Шмита) изјавио и Адолфу Хитлеру, када га је први пут посетио (7. јуна 1941) у Немачкој. Тражио је пут и начин како да НДХ остане — „само Хрватска“, како да је „очисти“ од „нехрватског елемента“, мислећи при томе углавном на Србе.
Очито у сагласности с Павелићем говорио је (у Госпићу, на великом збору усташа, 22. јуна 1941) „доглавник“ Миле Будак шта ће радити са српским становништвом у НДХ. Један део Срба ће се протерати, други део ће покатоличити, што је значило похрватити, а трећи део српског становништва НДХ ће физички истребити.
Тако је записао и добро информисани историчар усташтва Јере Јареб у својој књизи „Пола вијека прошлости Хрватске…“ истакавши наиме — како уништавање Срба није била само Павелићева политика него и усташког покрета и који је поставио тврдњу да је — „сав хрватски народ био за НДХ“.
Усташе су добили немачку подршку за уклањање српско становништво. Један план из 1941. је обухватао размену становништва између Немачке и НДХ по ком би неколико десетина хиљада католичких Словенаца било депортовано из дела Словеније под немачком окупацијом и послато у НДХ где би требало да буду асимиловани у Хрвате. Заузврат, одговарајући Срба ће бити депортовано и послато у окрњену Србију. Немачке окупационе снаге су дозволиле протеривање Срба у Србију, али уместо да шаљу Словенце у Хрватску, и њих су протерали у Србију. Укупно је око 300.000 Срба депортовано или побегло из НДХ у Србију до краја Другог светског рата.
Српски народ на подручју НДХ био је стављен изван закона. Од првог дана НДХ он је постао обесправљени објекат усташке страховладе. Против Срба било је све дозвољено, да се на овом подручју могу некажњено прогонити, мучити, злостављати, хапсити и убијати.
Штампа, напосле дневник „Хрватски народ“, недељник „Спремност“ итд. били су пуни хушкања против српског становништва у НДХ. „Промичба“ у НДХ допуштала је такво писање своје штампе, а њени гласноговорници објављивали су прогањање Срба. Некадашње хрватско-српске националистичке политикантске супротности из старе Југославије добиле су за време НДХ стравични епилог у истребљивању српскога становништва.
Један од злочина био је и Покољ у глинској цркви 1941. године.
Масовна убиства Срба су се значајно смањила почетком 1943. Разлози су били јачање српског отпора, притисак Немаца који су због својих војних и привредних интереса вршили притисак на усташе ублаже своју политику, италијанско-четничка сарадња у подручјима под италијанском контролом, као и споразуми о толеранцији склопљених након пролећа 1942. између власти НДХ и неколико важних четничких одреда у БиХ као и споразуми склопљени након септембра 1943. између Немаца и четника.
Ни у једном делу окупиране Европе није уништено више црквено-историјских споменика колико у Независној држави Хрватској. Највеће уништавање догодило се на простору Срема. Хрватски усташки окупатор је таргетирао парохијске цркве и манастире Фрушке Горе, који су садржали богате ризнице, библиотеке. Усташки окупатор је за циљ имао уништавање историјских трагова постојања Срба на овим просторима.

#### Покатоличавање
Усташке вође су за решење српског питања у НДХ по тројном принципу (убијање-протеривање-покатоличавање) имали подршку и „благослов“ Римокатоличке цркве и загребачког надбискупа Алојзија Степинца. Католичка црква и њена јерархија су, када су Срби и њихова Црква били у питању, у потпуности одбацили Христове речи и јеванђелске принципе. Надбискуп Степинац је од првих дана здушно благословио стварање „католичке државе“, како ју је он често називао. Анте Павелић је стигао у Загреб 13. априла, а већ 14. априла Степинац је отишао да га посети, честита му и благосиља долазак.
Усташки поглавник Анте Павелић је, знајући колико му је важна подршка Ватикана, са великом усташком делегацијом 18. маја 1941. године отишао у Рим да би Војводи од Сполета, с благословом Ватикана, предао хрватску круну. Папа Пије XII примио је целу делегацију, а пре тога, дуго је разговарао са Павелићем. Овај пријем код папе је изазвао амерички дипломатски протест који је Монтинију, тадашњем државном секретару Ватикана, уручио амбасадор Филипс у Риму. Павелић се тада срео и са Бенитом Мусолинијем. Током 1942. основана је и Хрватска православна црква.
Ниже католичко свештенство је у потпуности следило ставове својих поглавара — папе Пија XII и надбискупа Степинца. Многи католички свештеници су директно учествовали у многим усташким злочинима.
Током рата у НДХ је разрушено, спаљено, оштећено или оскрнављено више од 450 православних цркава. Том приликом је уништен значајан број икона и културних споменика српског народа.

### Отпор према НДХ
Усташки геноцид над Србима проузроковао је масовне покрете отпора, инспирисане ројалистичком (четници) и комунистичком (партизани) идеологијом, али првенствено вођеном тежњом за физички опстанак. Устанци су посебно били јаки у руралним срединама где је становништво користиле брдовит и шумски терен да води герилски рат.
Спонтани устанци против НДХ су почели већ у мају 1941. у Босанској крајини и Херцеговини. 22. јуна створен је Сисачки партизански одред у шуми Брезовица код Сиска. Тај дан се у данашњој Хрватској слави као Дан антифашистичке борбе. За време Југославије, као Дан устанка народа Хрватске се обележавао напад на жандамеријску станицу у месту Срб 27. јула 1941.
Партизански покрет на челу са Јосипом Брозом Титом је ускоро успео да успостави контролу над великим областима НДХ, тако да су се већи градови у Босни и Далмацији нашли опкољени партизанским територијама, док су гарнизони у њима били константно у стању опсаде и покушавали да одрже контролу над железницама. Успеху партизанског покрета много су допринели злочини над српским становништвом, који је до 1944. чинио већину у партизанским одредима на територији Хрватске.
Територија НДХ је била константно бојиште, што је приморало Немце да ангажују своје војнике, које су биле потребније на Источном фронту. Иако неспособна да сама угуши устанак код куће, усташка власт је, да би доказала своју оданост савезу са Немачком, послала своје легије на Источни фронт, које су тамо убрзо уништене или заробљене.

#### Односи са четницима
Након разлаза партизанских и четничких одреда у Србији крајем 1941, четнички одреди у средњој, источној и северозападној Босни нашли су се између немачких и усташких снага на једној страни и партизанских на другој. Да би избегли борбу против више непријатеља, босански четници и партизани су од пролећа 1942. склапали споразуме са представницима НДХ у циљу заједничке борбе. Ти уговори нису били резултат међусобне блискости, него тренутних тактичких потреба. Обе стране задржале су међусобну одбојност. При спровођењу споразума долазило је до тешкоћа, одуговлачења, инцидената и ситнијих препада и чарки. Ипак, с обзиром на стално растућу опасност од НОВЈ по обе стране, уговори су редовно обнављани.

### Крај
Августа 1944. министар спољних послова НДХ Младен Лорковић и министар рата Анте Вокић су покушали да изврше државни удар, збаце Павелића и преведу НДХ на страну антихитлеровске коалиције. Лорковић-Вокићев пуч није успео и завереници су на крају погубљени. НДХ ће до краја рата остати највернији немачки савезник у Европи.
До почетка 1945. војска НДХ се повукла ближе Загребу заједно са немачким и козачким војницима. Њих је надјачала Црвена армија уз помоћ партизана. У мају 1945. дугачка колона домобрана, усташа, Козака, четника и словеначких домобрана, уз бројне цивиле, се повлачила испред партизана према Италији и Аустрији. Акт о капитулацији Немачке је потписан 8. маја, али Немци и њихови колаборатори су наставили повлачење надајући се британској заштити у окупираној Аустрији. Британска војска им није дозволила пролаз и предала их је партизанима, који су вршили одмазде и покољ над заробљеним непријатељима.
У међувремену, Анте Павелић се одвојио у од групе и преко Аустрије и Италије побегао у Перонову Аргентину, где је на њега извршен атентат који је преживео. После тога побегао је у Франкову Шпанију, где је и умро 1959. Неколико других чланова врха НДХ је заробљено у мају и јуну 1945. и осуђено на смрт или дугогодишње затворске казне на суђењу Милу Будаку.

## Административна подела
Независна Држава Хрватска је имала три нивоа административне поделе: велике жупе, котаре и општине. У време оснивања, НДХ је имала 22 велике жупе на челу са великим жупаном, 142 котара и 1006 општина.

## Политика

### Војска
НДХ је основала Хрватско домобранство и Морнарицу НДХ у априлу 1941. НДХ је такође основала Усташку војницу, која је замишљена као партијска милиција, и жандармерију. У априлу 1941. године у Павелићеву војску је прешао 31 генерал, 228 пуковника, 245 потпуковника, 245. мајора, 1005 капетана и 417 поручника Југословенске краљевске војске.
Домобранство је у почетку било ограничено на 16. пешадијских бојни (батаљона) и два коњичка ескадрона — укупно 16.000 људи. Првобитних 16 батаљона је убрзо између маја и јуна 1941. увећано на 15 пешадијских пукова са по два батаљона сваки, организованих у пет дивизијских подручја, са око 55.000 људи. Пратеће чете су биле наоружане са 35 лаких тенкова које је дала Италија, 10 артиљеријских битница (батерија наоружаних заробљеним оруђима Југословенске краљевске војске чехословачког порекла), коњичким пуком у Загребу и независном коњичком батаљоном у Сарајеву. Два независна моторизована пешадијска батаљона су биле распоређена у Загребу и Сарајеву.
По одредбама Римског уговора са Италијом, морнарица НДХ је била ограничена на неколико приобалних и патролних бродова, који су обично крстарили унутрашњим водама.
Када је основано 1941. Зракопловство НДХ се састојало од заробљених авиона Југословенског краљевског ратног ваздухопловства (седам оперативних ловаца, 2 бомбардера и око 180 помоћних и тренажних авиона), као и са падобранском, тренажном и против-авионском командом. Током сукоба на југословенском ратишту, Зракопловству НДХ је додељено неколико стотина нових или ремонтованих немачких, италијанских и француских ловаца и бомбардера. Последње испоруке нових авиона од Немачке НДХ је добила априла 1945.
Хрватска зракопловна легија је била јединица Зракопловства НДХ која се борила уз Луфтвафе на Источном фронту од 1941. до 1943. а потом и на тлу НДХ. Јединица је била послата 15. јула 1941. у Немачку на обуку пре него што је упућена на Источни фронт. Многи од пилота и посада су претходно служили у ЈКРВ током Априлског рата.
Због ниског морала међу домобранским регрутима и њиховим све већим незадовољством усташким режимом како је рат одмицао, партизани су почели да сматрају домобране кључним извором снабдевања. Према Вилијаму Дикину, који је предводио једну од британских мисија код Тита, у неким областима партизани су пуштали домобране пошто су их разоружали, само да би се они могли вратити са новим оружјем, које би опет било заплењено. Други домобрани су или дезертирали или активно предавали материјал партизанима. Број домобрана је опао са 130.000 почетком 1943. на 70.000крајем 1944, када је влада НДХ објединила домобране и Усташку војницу у Хрватске оружане снаге и организовала је у 18 дивизија, са артиљеријским и оклопним дивизијама.
Упркос проблемима, ХОС, заједно са 15. козачким коњичким корпусом је успела да задржи фронт у Срему, Славонији и Босни против совјетских, бугарских и партизанских офанзива од краја 1944. па до слома НДХ у мају 1945.
До краја марта 1945. било је очигледно команди ХОС да, иако је линија фронта стабилна, да ће на крају бити поражени због недостатка ратног материјала. Зато је донесена одлука да се повуче у Аустрију и предају британској војсци која је напредовала из северне Италије. Вермахт је у том тренутку био у фази распада и систем логистике је био у рушевинама.